# Prins Gustaf (1758)
Prins Gustaf, officiellt HM Skepp Prins Gustaf, var ett linjeskepp i svenska Kungliga flottan. Fartyget, som var döpt efter Sveriges dåvarande kronprins Gustav, den blivande Gustav III, byggdes på örlogsvarvet i Karlskrona under ledning av skeppsbyggmästaren Gilbert Sheldon, och sjösattes den 6 november 1758. Bestyckningen uppgick till 68 kanoner av olika storlekar, uppställda på två batteridäck.
I början av Gustav III:s ryska krig ingick Prins Gustaf i en svensk eskader som sommaren 1788 skickades till Finska viken, för att anfalla den ryska huvudstaden Sankt Petersburg. Den 17 juli möttes de svenska och ryska flottorna i sjöslaget vid Hogland. Prins Gustaf, som var befälsfartyg i det svenska avantgardet, råkade under en vändning separeras från de övriga svenska fartygen och omringades av ryska linjeskepp. Fartygschefen överste Hans Fredrik Wachtmeister vägrade dock att kapitulera, och han och hans besättning bjöd på hårdnackat motstånd under flera timmar. Först när ammunitionen började ta slut och en fjärdedel av besättningen var försatt ur stridbart skick, tvingades Prins Gustaf stryka flagg. Efter slaget fördes Prins Gustaf till den ryska flottans hamn i Kronstadt. Skeppet förliste under rysk flagg 1797.

### Fotnoter
1. ↑  Hägg 1941, s. 37.
2. 1 2  Unger 1923, s. 307.
3. 1 2  Glete 1990, s. 52.
4. ↑  Ullman 2009, s. 73.
5. 1 2  Munthe 1914, s. 214–216.